# Октябрьский (Поворинский район)
Октябрьский — посёлок в Поворинском районе Воронежской области.
Административный центр Добровольского сельского поселения.

## География

### Улицы
| - ул. Волгоградская - ул. Восточная - ул. Коммунистическая - ул. Макашевка - ул. Молодёжная - ул. Октябрьская | - ул. Привокзальная - ул. Профсоюзная - ул. Садовая - ул. Школьная - ул. Энтузиастов |

## Население
| 2010 |
| ---- |
| 698  |